# Alcubilla de las Peñas
Alcubilla de las Peñas, ook wel Alcubilla genoemd, is een gemeente in de Spaanse provincie Soria in de regio Castilië en León met een oppervlakte van 86,06 km². Alcubilla de las Peñas telt 60 inwoners (1 januari 2016).
Door het stadje loopt een rivier, genaamd Torete. Alcubilla bestaat uit de volgende plaatsen:
- Alcubilla de las Peñas
- Mezquetillas
- Radon

## Demografische ontwikkeling
Bron: INE, 1857-2011: volkstellingen
Opm.: In 1981 werden de gemeenten Mezquetillas en Radona aangehecht